# Stabæk Fotball
Stabæk Fotball este un club de fotbal din Bærum, Norvegia. În sezonul 2008-2009 a câștigat Prima Ligă Norvegiană. Mai are în palmares o Cupă a Norvegiei (1998).